# El-Hassan Róza
El-Hassan Róza (Budapest, 1966. június 8. –) képzőművész. Szobrászként, intermédia-művészként, festőként és grafikusként is alkot.

## Élete
A szíriai és magyar szülőktől származó El-Hassan Róza 1990-ben végezte el a Magyar Képzőművészeti Főiskola festő szakát (a rendszerváltáskor a főiskolán zajló „diákforradalom” egyik vezető alakja volt), majd az ottani intermédia tanszéken és a frankfurti Städelschulén tanult. 2013-as doktorijának tárgya Hagyományos roma mesterségek és kortárs formatervezés volt, mestermunkájának címe No Corruption Social Brand, egy nemzetközi védjegy terve.

## Munkássága
Munkái többnyire globális társadalmi-szociális problémákra adott érzékeny reflexiók. Elkötelezett az alkotó társadalmi és ökológiai felelősségét hirdető, az emberek sorsát jobbra fordító „social design” mellett. 1997-ben a velencei biennálén képviselte Magyarországot, neves külföldi múzeumokban voltak egyéni kiállításai.

### Egyéni kiállításai
- 1992 – Knoll Galéria, Budapest
- 1994 – Secured Space, Knoll Galerie, Bécs • Galerie A4, Wels (A)
- 1995 – Streched Objects, Neue Galerie am Landesmuseum Joanneum, Graz • Goethe Intézet (Csörgő Attilával)
- 1996 – Stretched Objects, Knoll Galéria, Budapest
- 1997 – Lichtmal, Stúdió Galéria, Budapest
- 1998 – Mala G., Ljubljana
- 1999 – Galerie Knoll, Bécs
- 2001 – Secession, Bécs
- 2006 – A túlnépesedésről álmodik, Műcsarnok, Budapest
- 2013 – Inbetween, Kunstmuseum, Basel
- 2014 – Roza El-Hassan, Thomas Erben Gallery, New York.

### Díjak, elismerések
- 1997 – Smohay-díj
- 2007 – Munkácsy Mihály-díj
- 2024  – Herceg Klára díj